# Накамура, Тосимару
Тосимару Накамура (中村としまる) — японский музыкант, работающий преимущественно в таких жанрах, как свободная импровизация и онкё.
Свою музыкальную карьеру он начал в 90-х, играя рок на электрогитаре, однако в 1995 году вышел из группы, в которой состоял, а затем в 1997 году забросил гитару. После этого он стал использовать в качестве инструмента микшерный пульт, в котором вход платы подключён к её выходу для получения обратной связи, при манипуляциях с которой музыкант получает новые звуки и звуковые эффекты.
Музыку Накамуры можно охарактеризовать как «звуки, варьирующиеся от пронзительных высоких тонов и дрожащего свиста до раскатистых басовых паттернов с треском»
За время своего творчества Накамура записывал сольные альбомы, работал в качестве сессионного музыканта и сотрудничал с такими артистами как певица Сатико М (Сатико Мацубара), композитор и мультиинструменталист Отомо Ёсихидэ, гитарист Кит Роу, саксофонист Джон Батчер, музыкант и композитор Эспен Рейнертсен, композитор Николас Буссман, гитарист Таку Сугимото, гитарист и скрипач Тэтудзи Акияма, танцор Ким Ито и ударник Джейсон Кан.
Также Тосимару Накамура и Тэтудзи Акияма были организаторами серии концертов в баре «Aoyama» (Токио).